# Cộng Cà Phê
Cộng Cà phê (hay còn gọi là Cộng) là một quán cà phê được thành lập vào năm 2007 tại Hà Nội, có địa chỉ tại 152D phố Triệu Việt Vương thuộc quận Hai Bà Trưng. Hiện tại Cộng Cà phê đã có mặt ở khắp mọi nơi trên đất nước Việt Nam và đã mở chi nhánh của quán tại Hàn Quốc và Malaysia.